# James Elder
James Robert „Jim“ Elder, OC (* 27. Juli 1934 in Toronto, Ontario) ist ein ehemaliger kanadischer Spring- und Vielseitigkeitsreiter.

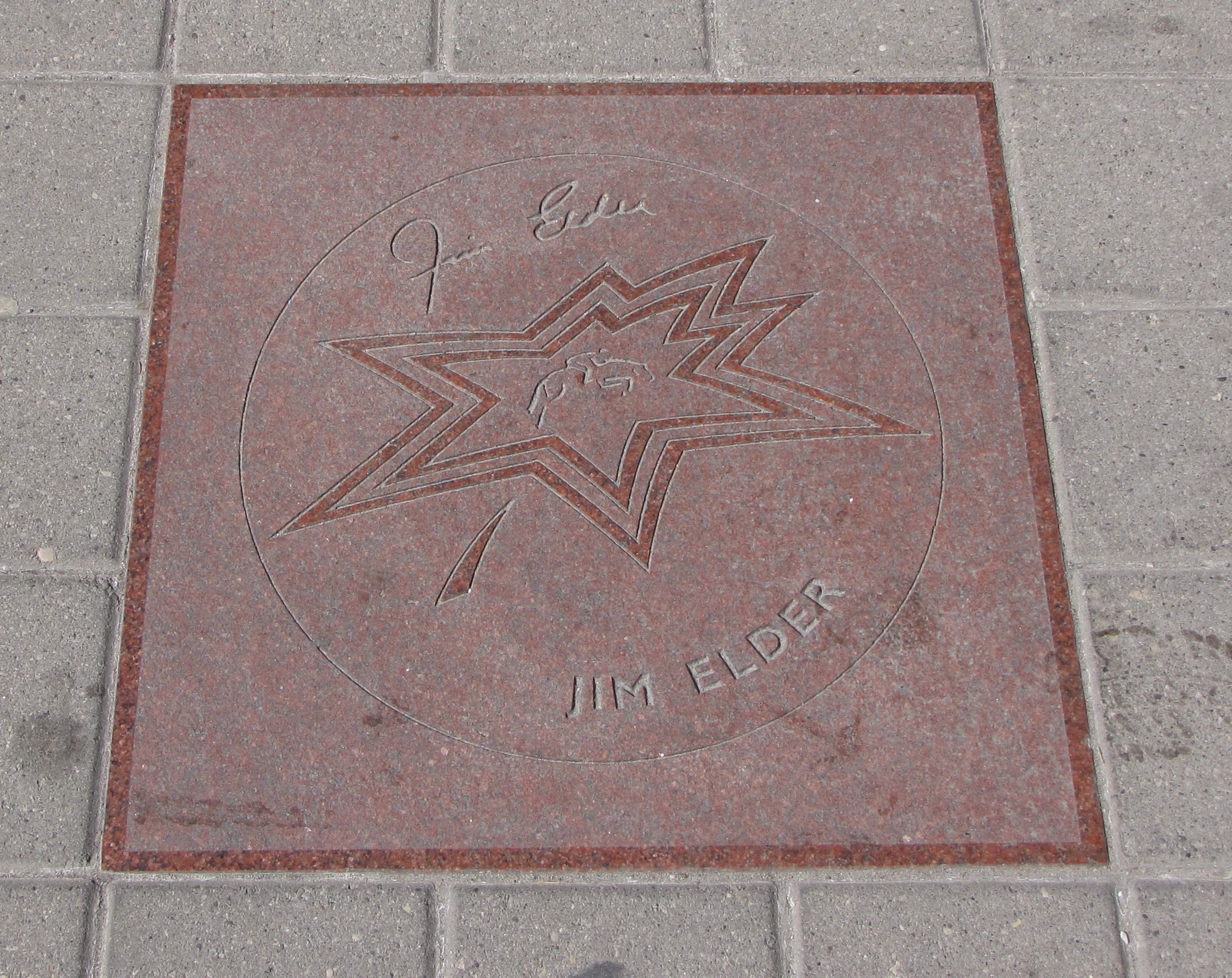
Stern auf dem Kanadischen Walk of Fame

Er startete bei sieben Olympischen Spielen (1956 und 1960 im Vielseitigkeitsreiten, danach im Springreiten, worin er 1968 mit der Mannschaft Gold gewann), fünf Panamerikanischen Spielen sowie bei drei Weltmeisterschaften. 1980 konnte er aufgrund des Boykotts nicht an den Olympischen Spielen teilnehmen, gewann jedoch mit der Mannschaft beim ersatzweise ausgetragenen Internationaal Springruiterfestival in Rotterdam die Goldmedaille.
Bei den Olympischen Spielen 1960 in Rom ritt er im Team mit seinem Bruder Norman, der damals gerade 20 Jahre alt war.
1968 wurde er in die Hall of Fame des kanadischen Sports aufgenommen, 1983 wurde er Officer of the Order of Canada. Seit 2003 hat er einen Stern auf dem Canadian Walk of Fame.